# Presidente del Consiglio europeo
Il presidente del Consiglio europeo è colui che presiede e coordina i lavori del Consiglio europeo ed è, insieme al Presidente della Commissione, il principale rappresentante dell'Unione europea nelle sue relazioni esterne. L'attuale presidente è il portoghese António Costa, in carica dal 1º dicembre 2024.

## Storia

### La carica fino al 2009
Dalla creazione del Consiglio europeo fino all'entrata in vigore del Trattato di Lisbona alla fine del 2009, quella del presidente del Consiglio europeo era una carica informale e temporanea, svolta dal capo di stato o di governo dello stato membro che deteneva la presidenza semestrale del Consiglio dei ministri.
Il presidente era sostanzialmente un primus inter pares. Anche se le sue funzioni e poteri non erano specificati in dettaglio, il presidente si occupava di preparare i vertici del Consiglio europeo, proporre l'ordine del giorno e presiedere le riunioni. Il presidente rappresentava inoltre il Consiglio all'esterno e riferiva periodicamente al Parlamento europeo sulle attività del Consiglio.

### La carica dal 2009
Il Trattato di Lisbona ha modificato il Trattato di Maastricht, rendendo la carica del presidente del Consiglio europeo una carica stabile, che viene assegnata dal Consiglio europeo stesso a maggioranza qualificata. Il mandato dura due anni e mezzo ed è rinnovabile una volta sola. Le ipotesi di un'elezione diretta del presidente vennero scartate.
La definizione del ruolo e delle funzioni del presidente fornita dal Trattato è tuttavia piuttosto vaga e molto è lasciato all'interpretazione del ruolo che ne dà la persona incaricata di ricoprirlo e, in particolare, all'interpretazione che ne dà il primo presidente stabile. Per questa ragione, nel 2009 il dibattito sulla nomina del primo presidente fu piuttosto acceso. Al di là dei nomi specifici che furono ipotizzati, il dibattito riguardò il profilo che avrebbe dovuto avere il presidente: da un lato, alcuni propendevano per un presidente molto attivo, carismatico e influente (come ad esempio Tony Blair o Felipe González), dall'altro lato, altri preferivano un presidente di più basso profilo, che si occupasse soprattutto di coordinare il lavoro del Consiglio e di condurre mediazioni quando necessario.
Alla fine la scelta cadde su questo secondo tipo di profilo, anche per i veti emersi contro la candidatura di Blair per il suo sostegno alla guerra in Iraq. I nomi che vennero fatti furono allora quelli di Herman Van Rompuy, Wolfgang Schüssel e Jean-Claude Juncker, tutti capi di governo o ex capi di governo di piccoli stati membri. La scelta cadde infine su Van Rompuy, che fu nominato il 19 novembre 2009 ed entrò in carica il 1º dicembre. Van Rompuy venne presentato come un "costruttore di consenso" e un mediatore molto abile.

## Nomina e mandato
La procedura di nomina del presidente del Consiglio europeo è indicata dall'art. 15 comma 5 del Trattato di Maastricht, secondo cui egli viene eletto a maggioranza qualificata dal Consiglio europeo.
Il presidente del Consiglio resta in carica due anni e mezzo, e il suo mandato può essere rinnovato una sola volta.
In caso di impedimento o di colpa grave, il presidente può essere rimosso a maggioranza qualificata dal Consiglio europeo.

## Poteri e funzioni

### Definizione giuridica
I poteri e le funzioni del presidente del Consiglio europeo sono indicate dall'articolo 15, comma 6 del Trattato sull'Unione europea (TUE) come consolidato a seguito del Trattato di Lisbona:
Il Parlamento europeo deve approvare a maggioranza il candidato proposto dal Consiglio. Se non ottiene l’approvazione il Consiglio europeo deve proporre una nuova nomina entro un mese, secondo l’articolo 15 del TUE.
1. presiede e anima i lavori del Consiglio europeo;
2. assicura la preparazione e la continuità dei lavori del Consiglio europeo, in cooperazione con il presidente della Commissione e in base ai lavori del Consiglio "Affari generali";
3. si adopera per facilitare la coesione e il consenso in seno al Consiglio europeo;
4. presenta al Parlamento europeo una relazione dopo ciascuna delle riunioni del Consiglio europeo.

Il presidente del Consiglio europeo assicura, al suo livello e in tale veste, la rappresentanza esterna dell'Unione per le materie relative alla politica estera e di sicurezza comune, fatte salve le attribuzioni dell'Alto rappresentante dell'Unione per gli affari esteri e la politica di sicurezza.
Il presidente del Consiglio europeo non può esercitare un mandato nazionale.»

### Poteri nella realtà concreta
La definizione dei poteri e delle funzioni del presidente del Consiglio offerta dal Trattato è piuttosto sintetica ed elastica. L'ampiezza e l'intensità dei poteri del presidente del Consiglio europeo dipendono dunque in misura significativa dall'azione concreta dei primi presidenti e dai rapporti di forza che riusciranno a instaurare con il presidente della Commissione europea, con lo stato membro che detiene la presidenza del Consiglio dell'Unione europea e con l'Alto rappresentante dell'Unione per gli affari esteri e la politica di sicurezza.
In particolare, viene osservato con attenzione il rapporto tra il presidente del Consiglio europeo e il presidente della Commissione. La delimitazione un po' vaga dei poteri e delle funzioni reciproche ha fatto sì che alcuni segnalassero il rischio di tensioni tra le due cariche e la possibilità che si verifichi una situazione di "coabitazione" e di scontro istituzionale.
Siccome il Trattato impedisce al presidente del Consiglio europeo di esercitare un mandato nazionale ma non di esercitare un altro mandato europeo, vi è stato chi ha ipotizzato di assegnare alla stessa persona gli incarichi di presidente del Consiglio europeo e di presidente della Commissione, in modo da risolvere il problema del rapporto tra le due cariche e di dotare l'Unione europea di un leader forte e riconosciuto. Tuttavia, alcuni stati membri probabilmente si opporrebbero a tale concessione del doppio incarico a una singola persona.

## Critiche
Alcuni osservatori e politici europei hanno evidenziato l'assenza di legittimità democratica nella designazione del presidente del Consiglio europeo, carica con accresciuti poteri e ruoli di rappresentanza, istituita dalla modifica della legge europea introdotta dal trattato di Lisbona. I critici rilevano l'assenza di un meccanismo democratico di scelta della carica che coinvolga gli elettorati europei, e soprattutto la mancanza di strumenti formali che consentano la rimozione, in base alla decisione di una autorità garante superpartes o di un organismo collegiale di contrappeso, della figura del presidente in quanto massimo rappresentante in carica dell'UE.

## Il primo presidente

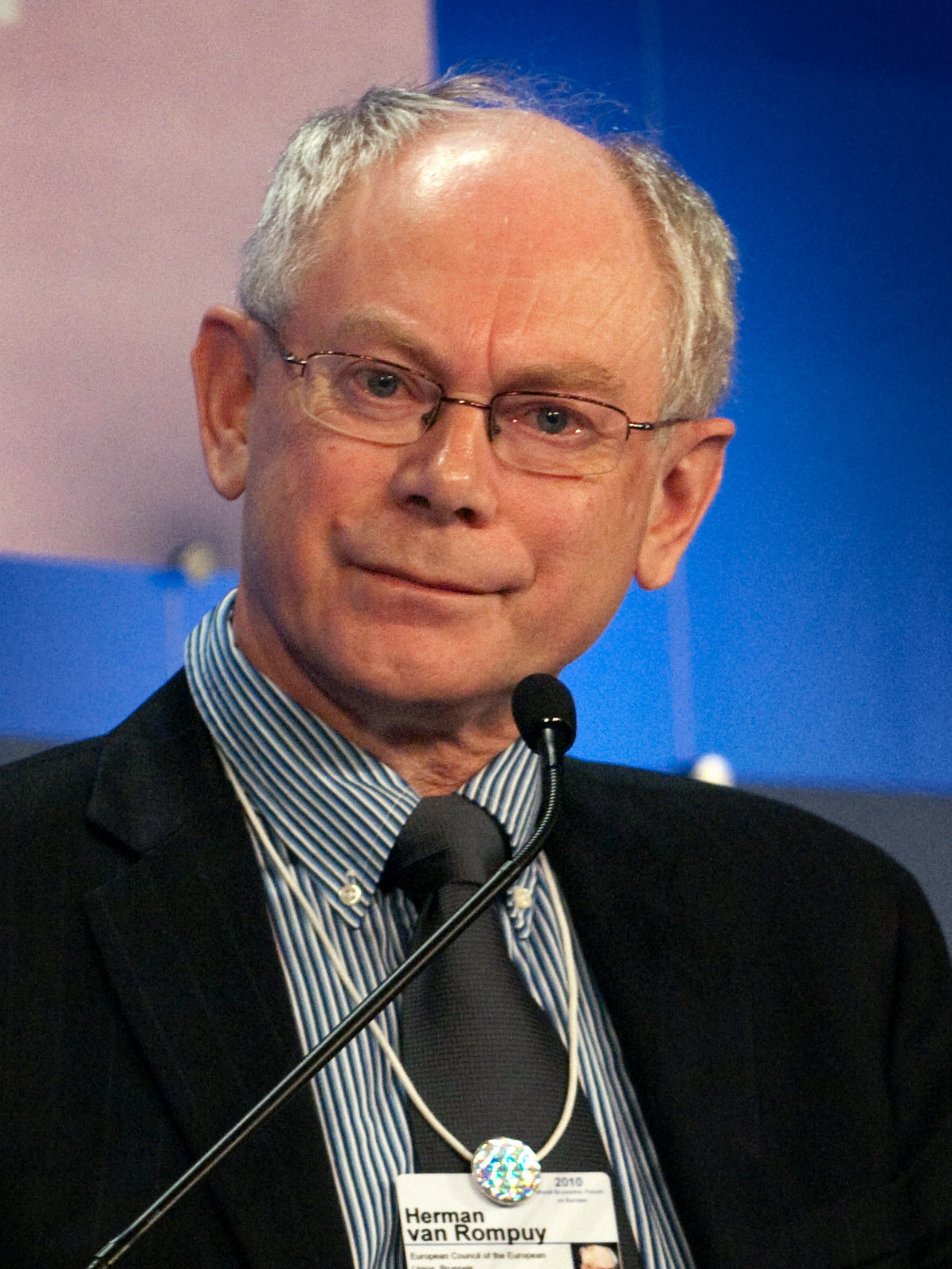
Herman Van Rompuy, presidente del Consiglio europeo dal 2009 al 2014.

Il belga Herman Van Rompuy è stato il primo presidente stabile del Consiglio europeo nella storia dell'UE ed è entrato in carica con l'entrata in vigore del Trattato di Lisbona, il 1º dicembre 2009.
Van Rompuy è un esponente dei Cristiano-Democratici e Fiamminghi (CD&V) e quindi del Partito Popolare Europeo. Dal 30 dicembre 2008 e fino alla sua indicazione come presidente del Consiglio europeo Van Rompuy è stato primo ministro del Belgio e svolgendo tale incarico ha mostrato le sue doti di mediatore.
Alla sua prima conferenza stampa come presidente del Consiglio europeo, Van Rompuy dichiarò che "ogni Paese deve emergere vittorioso dai negoziati. Un negoziato che termina con una parte sconfitta non è mai un buon negoziato". La ricerca del compromesso e la costruzione del consenso appaiono come due caratteristiche fondamentali dell'interpretazione che Van Rompuy ha dato del ruolo di presidente del Consiglio europeo.
Entrando in carica, Van Rompuy manifestò l'intenzione di convocare il Consiglio europeo con maggiore frequenza che in precedenza, anche una volta al mese invece che due sole volte l'anno. Egli chiarì anche che come presidente del Consiglio europeo non avrebbe avuto rapporti di fiducia con il Parlamento europeo, non sarebbe stato responsabile di fronte al Parlamento e dunque i parlamentari non avrebbero potuto rivolgergli interrogazioni.
Il suo mandato ha avuto termine, dopo la rielezione avvenuta nel 2011, il 30 novembre 2014.
Gli è succeduto il polacco Donald Tusk, già primo ministro del suo paese dal 16 novembre 2007 al 22 settembre 2014, il più lungo mandato dalla fine del comunismo nel 1989.

## L'attuale presidente
L'attuale presidente del Consiglio europeo è il portoghese António Costa che ha assunto l'incarico il 1º dicembre 2024.
Egli è un esponente del Partito Socialista Europeo (PSE). Dal 26 novembre 2015 al 2 aprile 2024 è stato primo ministro del Portogallo.

## Elenco dei presidenti

### Presidenti eletti (dal 2009)
| Nº | Presidente (Nascita–Morte) | Presidente (Nascita–Morte) | Presidente (Nascita–Morte) | Nazione    | Partito    | Mandato          | Mandato          |
| Nº | Presidente (Nascita–Morte) | Presidente (Nascita–Morte) | Presidente (Nascita–Morte) | Nazione    | Partito    | Inizio           | Fine             |
| -- | -------------------------- | -------------------------- | -------------------------- | ---------- | ---------- | ---------------- | ---------------- |
| 1  |                            |                            | Herman Van Rompuy (1947– ) | Belgio     | PPE (CD&V) | 1º dicembre 2009 | 30 novembre 2014 |
| 2  |                            |                            | Donald Tusk (1957– )       | Polonia    | PPE (PO)   | 1º dicembre 2014 | 30 novembre 2019 |
| 3  |                            |                            | Charles Michel (1975– )    | Belgio     | ALDE (MR)  | 1º dicembre 2019 | 30 novembre 2024 |
| 4  |                            |                            | António Costa (1961– )     | Portogallo | PSE (PS)   | 1º dicembre 2024 | in carica        |

Prima dell'entrata in vigore del Trattato di Lisbona, il Consiglio europeo era presieduto dal capo di stato o di governo dello stato membro che deteneva la presidenza del Consiglio dell'Unione europea.

## Emolumenti
Il presidente del Consiglio europeo riceve gli stessi emolumenti del presidente della Commissione europea, ossia uno stipendio base pari al 138% dello stipendio base ricevuto dai funzionari della Commissione di più alto grado (18.025,09€ al mese); lo stipendio base del presidente corrisponde attualmente a 24.874,62€ al mese.
Il presidente è assistito da uno staff di circa venti persone. Egli dispone di un'auto blu e di un assegno per la residenza, dato che si è scelto di non dotare tale carica di una residenza ufficiale. Dal 2017 il presidente ha il suo ufficio all'interno del nuovo Palazzo Europa, sede del Consiglio. In particolare, il Parlamento europeo ha insistito perché ci fosse una somiglianza tra le risorse e i mezzi impiegati per il presidente del Consiglio europeo e per il presidente della Commissione, affinché il presidente del Consiglio non apparisse troppo importante.